# Boswellia frereana
Boswellia frereana es una especie de planta perteneciente a la familia Burseraceae que sólo crece en el norte de  Somalia donde los lugareños la llaman  "maydi", aunque también se cultiva en Yemen y Omán.

## Toxicidad
La corteza de Boswellia frereana contiene sustancias cuyo consumo puede provocar problemas en la salud humana según el compendio publicado por la Autoridad Europea de Seguridad Alimentaria en 2012. En concreto se ha detectado la presencia en el aceite estraído de la resina de este vegetal de monoterpenos bicíclicos tales como beta-tujona o fenilpropanoides.

## Uso comercial
Es la más afamada de todos los inciensos. En el oeste se le llama incienso Copto, ya que este tipo de incienso es usado en la Iglesia Copta de Egipto. Es imposible su obtención fuera de los países árabes ya que el 80% de su producción se vende en Arabia Saudita, donde lo usan tradicionalmente los peregrinos musulmanes que visitan la Meca. El otro 20% se vende a los países árabes cercanos.[cita requerida]

## Taxonomía
Boswellia frereana fue descrita por el naturalista, y escritor anglo-hindú; George Christopher Molesworth Birdwood y publicado en Transactions of the Linnean Society of London 27: 146, en el año 1870.